# Mesía
Mesía ist eine spanische Gemeinde in der Autonomen Gemeinschaft Galicien. Mesía ist auch eine Stadt und eine Parroquia. Der Verwaltungssitz der Gemeinde ist Xanceda. Die 2.383 Einwohner (Stand: 2024), leben auf einer Fläche von 107,21 km², 56 km von der Provinzhauptstadt A Coruña entfernt.

## Bevölkerungsentwicklung der Gemeinde
Quelle: INE-Archiv – grafische Aufarbeitung für Wikipedia

## Gemeindegliederung
Die Gemeinde Mesía ist in zwölf Parroquias gegliedert:
| Parroquias | Patrozinium   | Einwohner 2024 | Fläche km² | Dichte Einw./km² | Höhe msnm | Ortskennzahl |
| ---------- | ------------- | -------------- | ---------- | ---------------- | --------- | ------------ |
| Albixoi    | Santa Mariña  | 122            | 9,00       | 14               | 415       | 15047010000  |
| Bascoi     | Santiago      | 125            | 9,62       | 13               | 412       | 15047020000  |
| Boado      | Santiago      | 117            | 8,04       | 15               | 386       | 15047030000  |
| Bruma      | San Lourenzo  | 43             | 1,11       | 39               | 0         | 15047040000  |
| Cabrui     | San Martiño   | 174            | 11,81      | 15               | 475       | 15047050000  |
| Castro     | San Sebastián | 92             | 3,46       | 27               | 404       | 15047060000  |
| Cumbraos   | Santa María   | 205            | 9,45       | 22               | 466       | 15047070000  |
| Lanzá      | San Mamede    | 148            | 6,24       | 24               | 398       | 15047080000  |
| Mesía      | San Cristovo  | 359            | 13,68      | 26               | 374       | 15047090000  |
| Olas       | San Lourenzo  | 241            | 7,24       | 33               | 399       | 15047100000  |
| Visantoña  | San Martiño   | 498            | 12,51      | 40               | 357       | 15047110000  |
| Xanceda    | San Salvador  | 294            | 14,62      | 20               | 379       | 15047120000  |

## Wirtschaft
| Ackerbau, Viehzucht und Fischerei                                                  | 261 | 026,66 |
| Industrie                                                                          | 203 | 020,74 |
| Bauwirtschaft                                                                      | 093 | 09,50  |
| Dienstleistungsbetriebe                                                            | 422 | 043,11 |
| Total                                                                              | 979 | 100,00 |
| * Daten aus dem Statistischen Amt für Wirtschaftliche Entwicklung in Galicien, IGE |     |        |

## Sehenswürdigkeiten
- Pfarrkirchen der Parroquias bieten einen Einblick in die religiöse Architektur der Region